# 鬼武者 Way of the Sword
鬼武者 Way of the Sword（おにむしゃ ウェイ オブ ザ ソード、英語: Onimusha: Way of the Sword）は、2026年にカプコンから発売予定の剣戟アクションゲーム。鬼武者シリーズ第5作目。対応機種はPlayStation 5、Xbox Series X/S、Windows。

## あらすじ
ゲームの舞台となるのは、瘴気によって不可思議な姿と化した江戸時代初期の京都。主人公は、超人的な力をもたらす「鬼の篭手」を身に着けた宮本武蔵。この武蔵が異形の怪物「幻魔」に立ち向かう。さらに「小次郎」の名でも知られる佐々木巌流が強敵として登場する。